# Juan Rubio del Val
Juan Rubio del Val (Zaragoza, 1951) es un arquitecto y urbanista español especialista en sostenibilidad y rehabilitación de barrios. De 1989 a 2017 director del área rehabilitación urbana y proyectos de innovación residencial en el Ayuntamiento de Zaragoza.

## Trayectoria
Rubio del Val estudió en la Escuela Técnica Superior de Arquitectura (Universidad de Navarra) y es arquitecto urbanista desde 1976. Entre 1986 y 1989 coordinó el estudio La Política de Rehabilitación Urbana en España encargado por el Ministerio de Obras Públicas y Urbanismo (MOPU). Desde 1989 a 2017 fue jefe del área de rehabilitación urbana en la sociedad municipal Zaragoza vivienda del ayuntamiento de Zaragoza, participando en proyectos europeos para la rehabilitación de barrios construidos en los años 1950 - 1960, integrando energías renovables en los edificios para mejorar la gestión energética.
Rubio del Val participa como ponente en conferencias y organiza desde 1988 jornadas sobre rehabilitación y regeneración urbana. Participa como profesor en instituciones y universidades. Así entre 2009 y 2016 fue profesor de másteres y cursos de postgrado en la Universidad de Zaragoza, la Universidad de Navarra, la Universidad Europea de Madrid, Universidad de Santiago de Compostela, universidad de Deusto y Universidad de Valladolid.
En 2009 Rubio del Val fue consultor de la ANAF, la agencia nacional de Francia para la mejora del hábitat y participó como jurado en los premios que convoca la ANRU, agencia nacional de Francia para la renovación urbana. Entre 2009 y 2013, coordinó al grupo técnico convocado por el Ministerio de Fomento para elaborar un marco normativo español sobre rehabilitación. Desde 2012 es miembro del GTR, Grupo Técnico de Rehabilitación como uno de los especialistas españoles en rehabilitación energética. Participó en los informes del GTR de 2014 y 2015, y promovió la publicación de 2011 Una visión país para el sector de la edificación en España. Hoja de ruta para un nuevo sector de la vivienda.
Rubio del Val es miembro de organizaciones que promueven la rehabilitación de barrios. Miembro fundador de la Fundación Ecología y Desarrollo (ECODES). Participa en comités científicos de congresos como el realizado en 2008 sobre regeneración urbana, III Congreso Internacional de Arquitectura, Ciudad y Energía (CIBARC), el realizado en 2010 en Barcelona, Rehabilitación y Sostenibilidad. El Futuro es posible, el celebrado en Madrid, sobre edificación sostenible, revitalización y rehabilitación de barrios, el RIED celebrado en 2013 de rehabilitación integral de edificios. En 2016 coordinó el taller sobre municipios y rehabilitación del proyecto Build UPON y participó en Bruselas en el taller final del proyecto FOSTERREG. Es autor de numerosas publicaciones, artículos y libros sobre rehabilitación, renovación y regeneración urbana.

## Publicaciones seleccionadas
- 1989 Política de Rehabilitación Urbana en España, MOPU.[7]
- 2006 Nuevas propuestas de rehabilitación urbana en Zaragoza, con Gerardo Ruiz Palomeque, SMRUZ.[8]
- 2010 La hora de la rehabilitación urbana sostenible en España, colaboración en Cambio Global 2020/50 del sector de la edificación, GBCe.[9]
- 2010 Estrategias, retos y oportunidades en la rehabilitación de los polígonos de vivienda construidos en España entre 1940 y 1980. En colaboración con Patricia Molina. Ciudades: Revista del Instituto Universitario de Urbanística de la Universidad de Valladolid, ISSN: 1133-6579, N.º 13, ejemplar dedicado a: Rehabilitación de barrios periféricos: debates y desafíos, págs. 15-37[10]
- 2013 La rehabilitación integral de algunos conjuntos urbanos de Zaragoza. Una oportunidad para el reciclado de la ciudad, Revista aragonesa de derecho administrativo.[11]
- 2014 Nuevas iniciativas locales sobre rehabilitación urbana en el marco de la nueva Ley 8/2013. Una nueva lectura de la ciudad construida. Hacia nuevos modelos de gestión, Revista Ciudad y Territorio, volumen XLVI n.º 179.
- 2015 Potencial del nuevo marco normativo para el impulso de la rehabilitación y la regeneración urbana en los ámbitos autonómico y local, informes de la construcción.[12]
- Obsolescencia de vivienda y ciudad en España: Recorriendo el camino hacia una economía baja en carbono